# Arraia-Maeztu
Arraia-Maeztu és un municipi d'Àlaba, de la Quadrilla de Mendialdea. Limita al nord amb Agurain, Dulantzi, Donemiliaga i Iruraitz-Gauna, al sud amb Bernedo, a l'est amb Kanpezu i Harana. Es va formar el 1958 de la unió dels pobles d'Apiñaniz, Arraia i Laminoria. Està format pels concejos de:
- Aletxa
- Apiñaniz
- Areatza
- Atauri
- Azazeta
- Birgara Barren
- Birgara Goien
- Elortza
- Erroeta
- Erroitegi
- Ibisate
- Korres
- Maeztu (capital)
- Muxitu
- Sabando
- Zekuiano

## Personatges il·lustres
- Pedro Ruiz de Gaona (segle XV): senyor de la torre de Sabando. Guarda i ambaixador del rei castellà Joan II.
- Juan Bautista de Gámiz (1696-1773): religiós jesuïta i poeta. Va escriure principalment en castellà, però es conserven alguns poemes seus en basc de gran importància per a la història de la literatura basca.